# Батут
Батутът (среща се и като батуд) (на френски: batoude; на италиански: battuta – „удар“) е устройство за скокове, представляващо опънато издръжливо платно.
Натяга се с помощта на метални амортизатори (пружини), свързващи платното с метална рамка на крака. Използва се за скокове за игра и състезания. Опънатото платно само по себе си не е еластично – тази еластичност, необходима като изхвърляща сила за извършване на скоковете, се осигурява от пружините, създаващи потенциална енергия.
„Скокове на батут“ (или често само „батут“) е наименованието на дисциплина от спортната гимнастика, която от 2000 година влиза в програмата на летните олимпийски игри. Батутът се използва също в цирковите акробатически номера, както и при тренировки в други видове гимнастика, скокове във вода и пр.
Батутът добива популярност в СССР през 1960-те години благодарение на това, че упражнения на батут са включени в тренировките на космонавтите.
Новият вид спорт „сламбол“ (на английски: slamball), подобен на баскетбола, се играе върху батут.